# Asplanchna silvestrii
Asplanchna silvestrii is een raderdiertjessoort uit de familie Asplanchnidae. De wetenschappelijke naam van deze soort is voor het eerst geldig gepubliceerd in 1902 door Daday.